# 茨城県道39号笠間緒川線
茨城県道39号笠間緒川線（いばらきけんどう39ごう かさまおがわせん）は、笠間市から城里町を経て常陸大宮市に至る県道（主要地方道）である。

## 概要
笠間市金井を通る国道50号を金井交差点で分岐して八溝山地内を北上し、城里町徳蔵、同町塩子を経て、常陸大宮市小舟の茨城県道12号那須烏山御前山線に接続する延長約41 kmの県道路線であり、主要地方道でもある。途中、常陸大宮市金井を通る国道123号と交差、一部重用する。
大別して
- 笠間市金井（国道50号交点） - 城里町徳蔵（茨城県道112号阿波山徳蔵線交点）
- 城里町徳蔵（茨城県道112号阿波山徳蔵線交点） - 城里町塩子（茨城県道51号水戸茂木線交点）
- 城里町塩子（茨城県道51号水戸茂木線交点） - 常陸大宮市金井（国道123号交点）
- 常陸大宮市金井（国道123号交点） - 常陸大宮市小舟（茨城県道12号那須烏山御前山線交点）

の4区間に分かれる。元々これらの区間は各々独立した路線であったが1966年（昭和41年）6月1日に県道小舟笠間線として路線認定され、その後1977年（昭和52年）2月14日に主要地方道笠間緒川線に変わり今日に至っている。現在でも国道や県道、市・町道との交点で十数か所におよぶ多数の屈曲箇所があるのはこれら複数路線を接合させた名残である。
路線名の「緒川」は、平成の大合併で成立した常陸大宮市の旧自治体のひとつであった緒川村に由来する。

### 路線データ
- 起点：笠間市金井（国道50号交点・金井交差点）
- 終点：常陸大宮市小舟字塙下川端1916番地先[1]（茨城県道12号烏山御前山線交点）
- 総延長：40.480 km[2]
- 重用延長：0.339 km[2]
- 未供用延長：なし[2]
- 実延長：40.141 km[2]
- 自動車交通不能区間延長[注釈 1]：なし[2]

## 歴史
1977年（昭和52年）2月14日、前身にあたる県道小舟笠間線（那珂郡緒川村大字小舟 - 笠間市金井町、整理番号377）が路線廃止され、主要地方道に昇格して、起点を笠間市、終点を那珂郡緒川村とする県道笠間緒川線（整理番号46）として路線認定された。のちの1995年（平成7年）に、茨城県道の整理番号の再編成が行われ、整理番号39となって現在に至る。

### 年表
- 1966年（昭和41年）6月1日：前身路線にあたる県道小舟笠間線（那珂郡緒川村大字小舟 - 笠間市大字笠間）が路線認定される[6]。
- 1977年（昭和52年）
  - 2月14日
    - 主要地方道笠間緒川線（整理番号46）として路線認定[4]。
    - 道路区域を、笠間市大字大淵 - 那珂郡緒川村大字小舟（40.0153 km）に決定する[1]。
    - 同時に、県道小舟笠間線（整理番号377）が廃止される[3]。

  - 6月30日：那珂郡緒川村大字国長 - 同村大字吉丸の狭隘路（1.8 km）を拡幅改良供用開始[7]。
- 1983年（昭和58年）
  - 7月21日：東茨城郡御前山村大字金井 - 那珂郡緒川村大字国長の狭隘路（1.19 km）を拡幅改良する道路区域に指定[8]。
  - 8月4日：緒川村大字油河内地内の狭隘路（1.34 km）を拡幅改良する道路区域を指定[9]。
- 1993年（平成5年）5月11日 - 建設省から、県道笠間緒川線が笠間緒川線として主要地方道に指定される[10]。
- 1995年（平成7年）
  - 3月22日：笠間市大字石寺 - 西茨城郡七会村大字真端のさくらトンネルバイパス道路（約1.2 km）が開通[11]。
  - 3月30日：整理番号46から現在の番号（整理番号39）に変更される[5]。
- 1997年（平成9年）
  - 3月10日：さくらトンネル開通を受け、笠間市大字石寺 - 西茨城郡七会村大字真端の旧道が県道指定解除され笠間市道・七会村道に降格[12]。
  - 4月3日：御前山橋架け替えのための道路区域決定[13]。
- 1998年（平成10年）1月16日：東茨城郡御前山村大字下伊勢畑の御前山ダム建設に伴う付け替え道路の道路区域（1.592 km）が決定する[14]。
- 2001年（平成13年）5月30日：御前山村大字下伊勢畑 - 大字金井の那珂川を渡る御前山橋が開通する[15]。
- 2004年（平成16年）4月26日：御前山村大字下伊勢畑の御前山ダム建設に伴う付け替え道路が開通する[16]。

## 路線状況

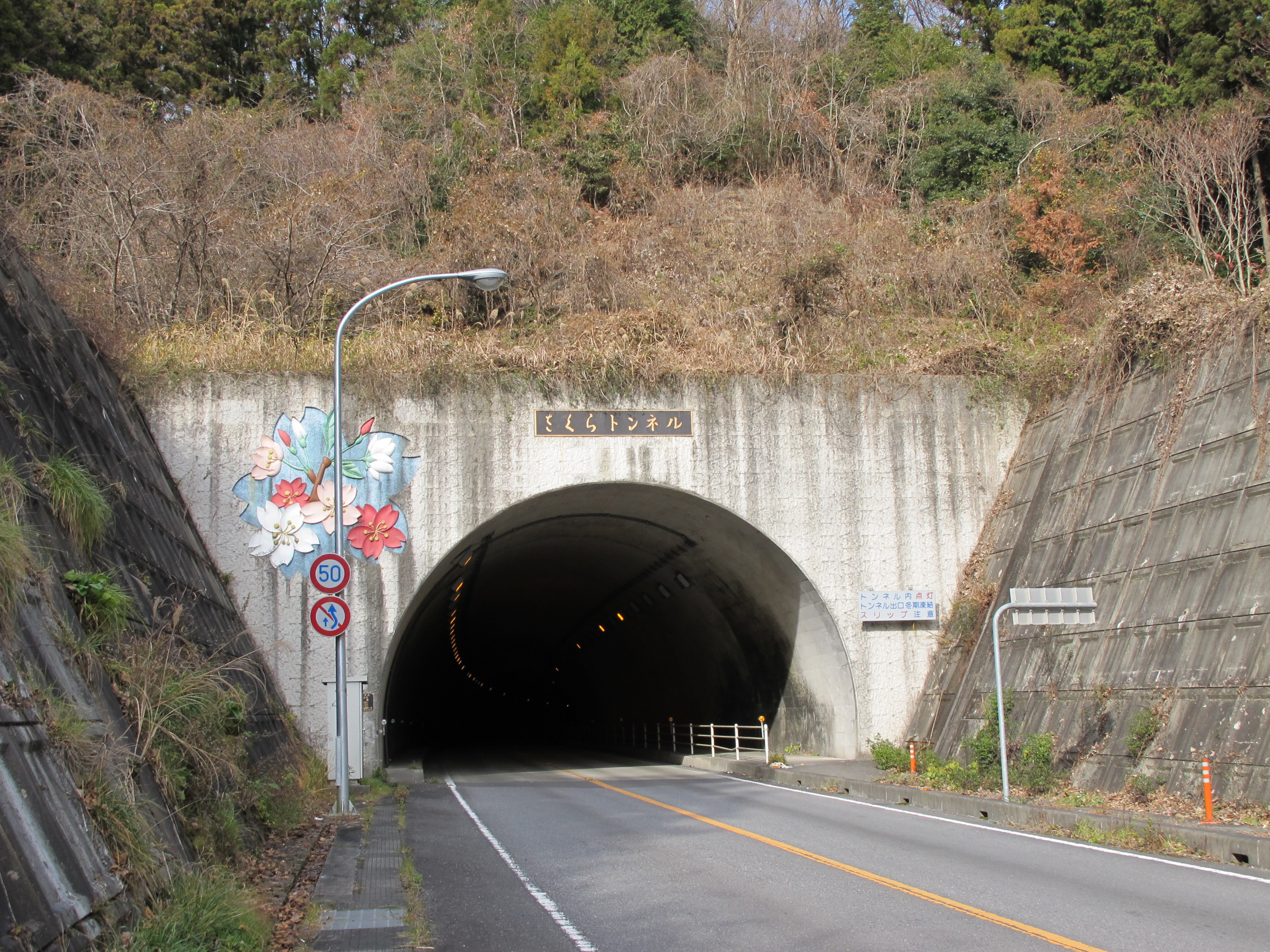
さくらトンネル

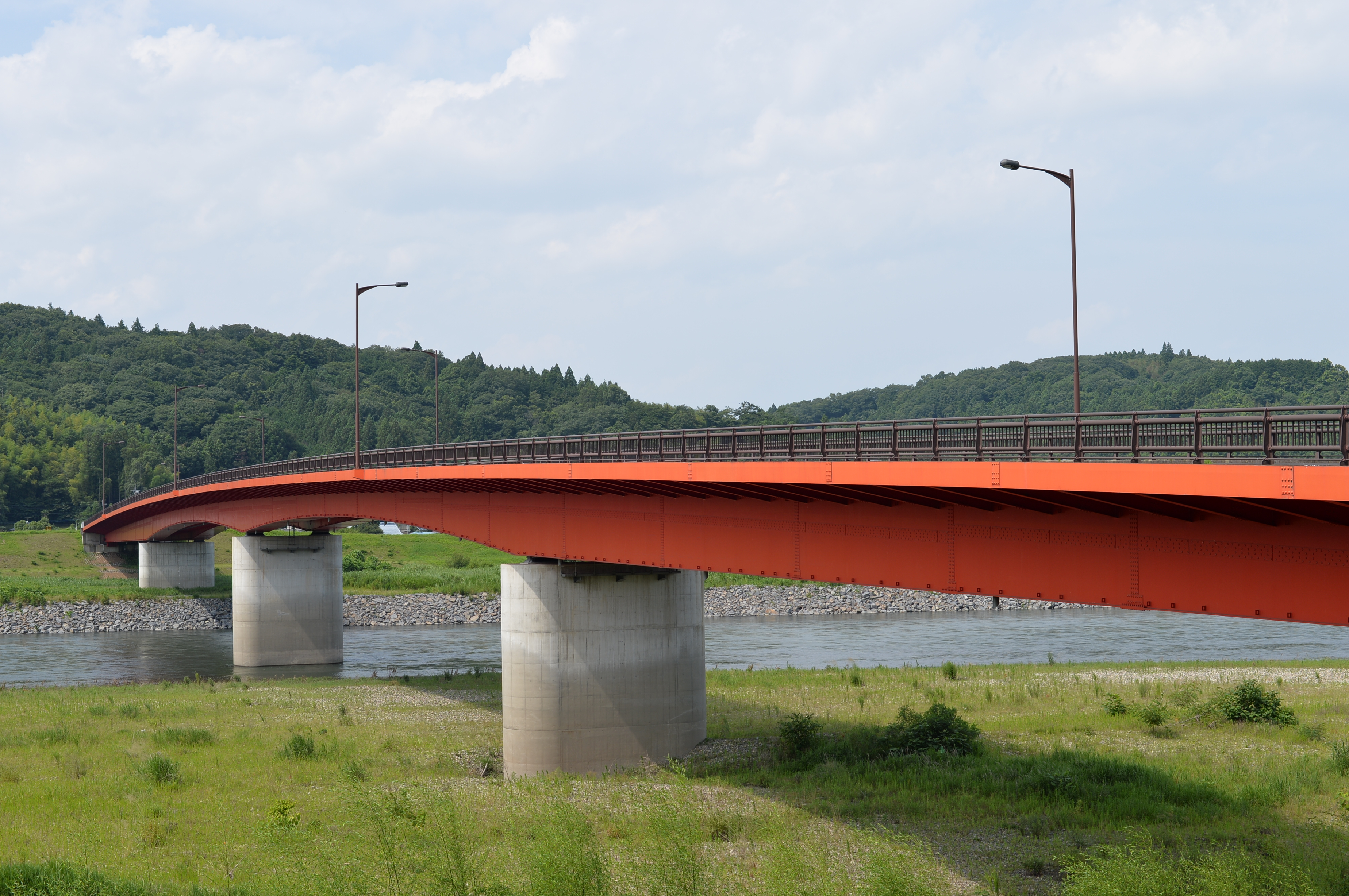
御前山橋

地勢は起点の笠間市付近以外はほぼ全区間が山間部で狭隘急峻区間が続く。路線状況が良好である笠間市金井 - 城里町徳蔵間を除けば主要地方道としての機能は果たしておらず、大多数が生活道路となっている。城里町小勝・塩子地内では国有林を縦断するが幅員4 m以下の区間が続き県道というより林道の感で、またこの界隈は人家が無いため通行車両は皆無に等しい。
道路法の規定に基づき、常陸大宮市金井（国道123号交差） - 同市松之草（一般県道山内上小瀬線交差）間は、緊急輸送道路として機能を維持するため、災害発生時の被害拡大防止を目的に道路用地内に電柱を建てることが制限されている。

### 重複区間
- 茨城県道51号水戸茂木線（城里町塩子地内）
- 茨城県道212号赤沢茂木線（常陸大宮市下伊勢畑 地内）
- 国道123号（常陸大宮市金井 地内）
- 茨城県道287号山内上小瀬線（常陸大宮市吉丸 - 常陸大宮市松之草）

### 道路施設
- さくらトンネル（笠間市・城里町境）
笠間市石寺 - 城里町真端の八溝山地を貫くトンネル。1995年（平成7年）3月竣工。延長496 m、高さ4.7 m、幅員9.75 m。
- 新坂下橋（涸沼川、東茨城郡城里町大字真端）
- 徳蔵橋（藤井川、東茨城郡城里町大字徳蔵）
- 大谷原橋（大谷原川、東茨城郡城里町大字徳蔵）
- 御前山橋（常陸大宮市下伊勢畑 - 金井）
ごぜんやまはし。那珂川に架かる4径間連続鋼板桁橋。2000年（平成12年）10月竣工。橋長318.7 m。
- 土草橋（油河内川、常陸大宮市小舟）
- 宮下橋（小舟川、常陸大宮市小舟）

## 地理

### 通過する自治体
- 笠間市
- 東茨城郡城里町
- 常陸大宮市

### 交差する道路
- 国道50号（笠間市金井、起点）
- 茨城県道113号真端水戸線（城里町真端）
- 茨城県道225号鶏足山線（城里町徳蔵）

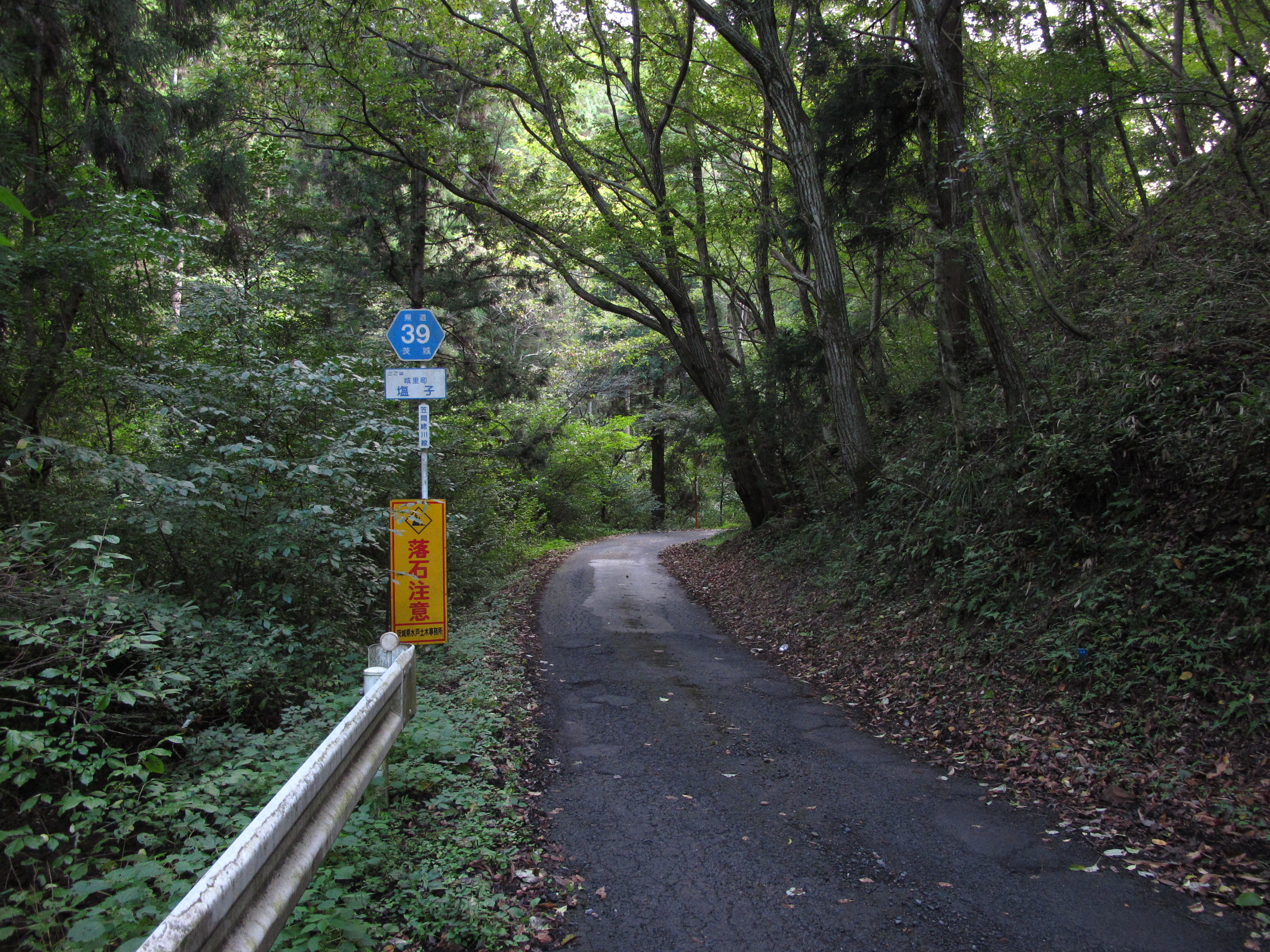
茨城県道39号笠間緒川線
城里町塩子（2012年9月）

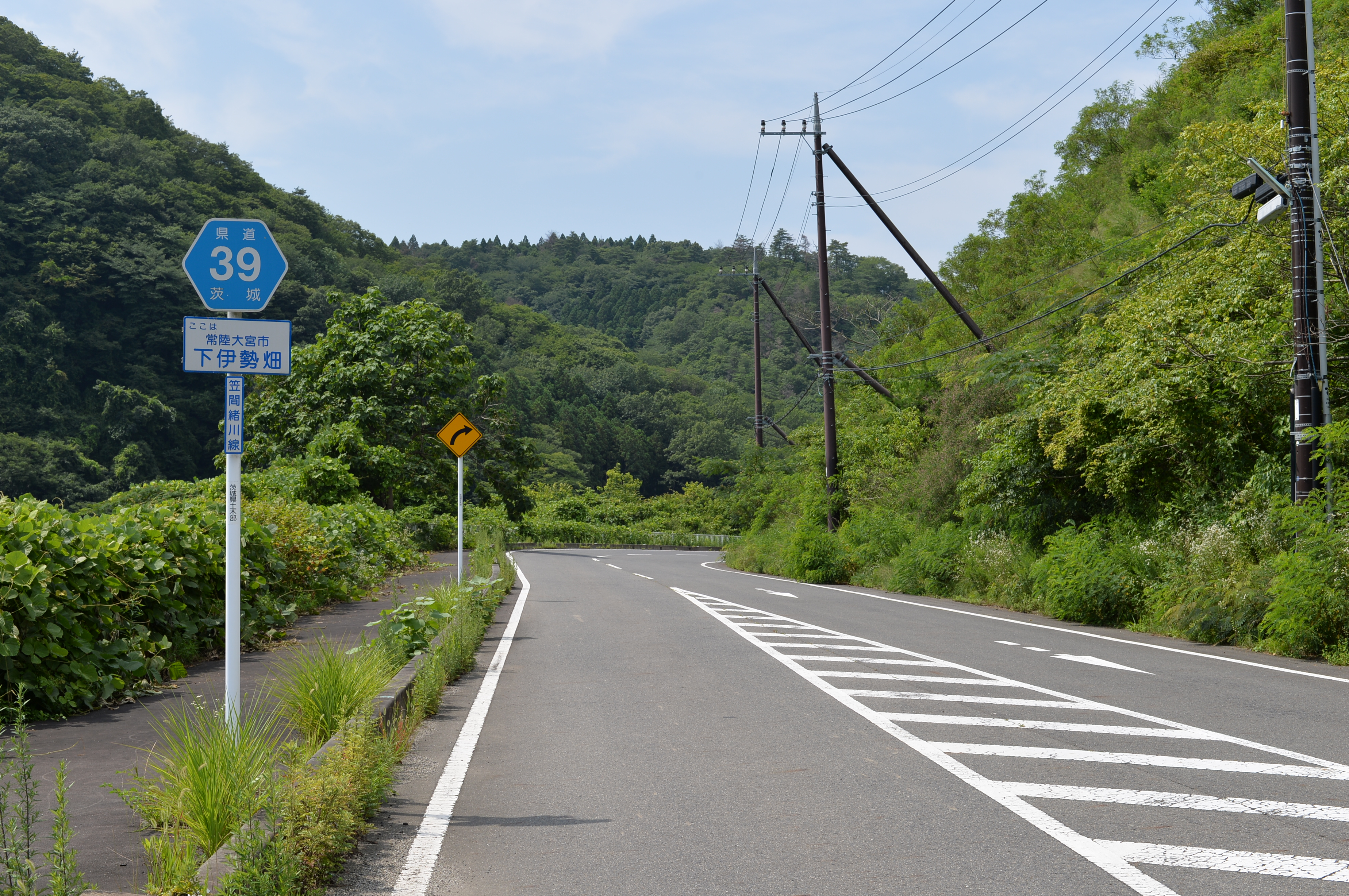
常陸大宮市下伊勢畑（2014年7月）

- 茨城県道112号阿波山徳蔵線（城里町徳蔵）
- 茨城県道51号水戸茂木線（城里町塩子）
- 茨城県道51号水戸茂木線（城里町塩子）
- 茨城県道246号錫高野石塚線（城里町孫根）
- 茨城県道291号下伊勢畑増井線（常陸大宮市下伊勢畑）
- 茨城県道212号赤沢茂木線（常陸大宮市下伊勢畑）
- 茨城県道212号赤沢茂木線（常陸大宮市下伊勢畑）
- 国道123号（常陸大宮市金井）
- 国道123号（常陸大宮市金井）
- 茨城県道287号山内上小瀬線（常陸大宮市吉丸）
- 茨城県道287号山内上小瀬線（常陸大宮市松之草）
- 茨城県道164号長倉小舟線（常陸大宮市油河内）
- 茨城県道12号烏山御前山線（常陸大宮市小舟、終点）

### 沿線にある施設など
- 飯田ダム・笠間湖（笠間市飯田）
- 城里ゴルフ倶楽部（城里町小勝）※敷地を横断する。
- 仏国寺（城里町塩子）
- 御前山県立自然公園（常陸大宮市）
- 御前山ダム（常陸大宮市上伊勢畑）
- 松之草村小八兵衛とその妻の墓（常陸大宮市松之草）
- カバヤゴルフクラブ（常陸大宮市国長）